# Iglesia de San Jorge (Kldisubani)
La Iglesia de San Jorge de Kldisubani o Iglesia de San Gevorg de Qarapi (en georgiano: კლდისუბნის წმ. გიორგის ეკლესია, Kldisubnis Tsminda Giorgis Eklesia; en armenio: Քարափի Սուրբ Գևորգ եկեղեցի, o Karapi Surb Gevorg Yekeghetsi) es una iglesia del siglo XVIII situada a los pies de la Narikala en la vieja Tiflis, Georgia. La iglesia es de una sola nave y se construyó en 1753. La iglesia ortodoxa georgiana se construyó en el emplazamiento de una antigua iglesia georgiana que se construyó durante el reinado de St. Rey Vajtang I Gorgasali. La iglesia fue reconstruida con la ayuda del comerciante armenio Petros Zohrabian y su esposa Lolita y la restauración celebrada por ellos en 1735, lo que hace de la iglesia uno de los ejemplos más importantes de la amistad y cooperación georgiano-armenia.

## Historia
Según la Iglesia Ortodoxa Georgiana la antigua iglesia que se alzaba en el lugar de la actual Iglesia de San Jorge en Kldisubani fue construida por el rey Vakhtang I de Iberia y entonces formaba parte del "conjunto madre-castillo".  El conjunto "madre-castillo" estaba formado por la iglesia de los Cuarenta Mártires, el monasterio de Santa Catalina, la iglesia grande de San Jorge, la iglesia de San Jorge en Kldisubani, la iglesia llamada "Jris Mama" (en georgiano: Padre Cruz) y el monasterio bajo de Bethlemi. La iglesia de San Jorge de Kldisubani ha llegado a nuestros días con la ayuda del comerciante armenio Petros Zohrabian y su esposa Lolita, y la restauración llevada a cabo por ellos en 1735. En el año 1735 según el mapa del príncipe Vakhushti había un campanario al oeste de la iglesia.
A principios del siglo XX, se construyeron algunos edificios residenciales en el territorio de la Iglesia. Durante la época soviética la iglesia fue abandonada y utilizada como taller de juguetes y pegamento.

### Apropiación georgiana a principios de los años 90
Según Samvel Karapetyan, destacado investigador armenio de la arquitectura armenia, la iglesia fue objeto de una apropiación sistemática por parte de la Iglesia Ortodoxa Georgiana poco después de la caída de la Unión Soviética a principios de la década de 1990. La apropiación supuso la eliminación de todo rastro de la historia armenia de la iglesia: Las cruces ornamentales armenias de metal permanecieron intactas en las dos cúpulas de la iglesia hasta 1990; en abril de 1990, las cruces que se veían como "armenias" fueron retiradas; en marzo-abril de 1990, el altar principal de la iglesia y otro altar más pequeño utilizado para el bautismo fueron destruidos;  Un khachkar con una inscripción que formaba parte de una pared interior fue retirado en algún momento entre 1990 y 1991; Además, la inscripción en armenio de la pared de la entrada norte que atestigua la construcción de la iglesia en 1753 desapareció en 1990. 
Tras la destrucción de los elementos arquitectónicos armenios del edificio, la Iglesia Ortodoxa Georgiana renovó la iglesia y la santificó como Iglesia Ortodoxa Georgiana el 23 de noviembre de 1991. Desde 2002 se llevan a cabo restauraciones. La iglesia fue reforzada, limpiada, se renovó el jardín.